# Craig Morgan (calciatore)
Craig Morgan (Flint, 16 giugno 1985) è un ex calciatore gallese, di ruolo difensore.

## Caratteristiche tecniche
Noto per carisma e doti da leader, che gli consentono di guidare con autorevolezza il reparto arretrato, è un difensore centrale - in grado di disimpegnarsi sia in una linea difensiva a quattro che in una difesa a tre - possente fisicamente ed efficace nel gioco aereo. In possesso di un discreto senso della posizione, è in grado di impostare l'azione dalle retrovie.

## Carriera

### Club
Complici i problemi finanziari del Wrexham, il 4 luglio 2005 lascia la squadra gallese - in cui era cresciuto e con cui aveva debuttato all'età di 16 anni - per approdare al Milton Keynes Dons.
Voluto da Darren Ferguson - che lo aveva precedentemente allenato al Peterborough United - il 6 luglio 2010 passa al Preston N.E. in cambio di 400.000 sterline. Complici diversi errori e alcuni problemi fisici, la stagione successiva viene relegato ai margini della rosa.
Dopo aver rescisso il contratto con il Preston, il 3 settembre 2012 si accorda per sei mesi con il Rotherham United. Alla luce delle ottime prestazioni disputate, il 23 novembre firma un prolungamento di un anno e mezzo con i Millers. In seguito alla cessione di Johnny Mullins viene nominato capitano della squadra.
Il 12 giugno 2015 il Wigan ne annuncia il tesseramento per due stagioni. Nominato capitano della rosa, guida i Latics a fine stagione alla promozione nella seconda serie inglese.

### Nazionale
Dopo aver disputati vari incontri con le selezioni giovanili, esordisce in nazionale l'11 ottobre 2006 da titolare contro il Cipro, incontro valido per le qualificazioni alla fase finale degli Europei 2008.

## Statistiche

### Presenze e reti nei club
Statistiche aggiornate al 21 gennaio 2017.
| Stagione                   | Squadra                    | Campionato                 | Campionato | Campionato | Coppe nazionali | Coppe nazionali | Coppe nazionali | Coppe continentali | Coppe continentali | Coppe continentali | Altre coppe | Altre coppe | Altre coppe | Totale | Totale |
| Stagione                   | Squadra                    | Comp                       | Pres       | Reti       | Comp            | Pres            | Reti            | Comp               | Pres               | Reti               | Comp        | Pres        | Reti        | Pres   | Reti   |
| -------------------------- | -------------------------- | -------------------------- | ---------- | ---------- | --------------- | --------------- | --------------- | ------------------ | ------------------ | ------------------ | ----------- | ----------- | ----------- | ------ | ------ |
| 2001-2002                  | Wrexham                    | SD                         | 2          | 0          | FACup+CdL       | 0               | 0               | -                  | -                  | -                  | FLT         | 0           | 0           | 2      | 0      |
| 2002-2003                  | Wrexham                    | SD                         | 6          | 1          | FACup+CdL       | 0               | 0               | -                  | -                  | -                  | FLT         | 1           | 0           | 7      | 1      |
| 2003-2004                  | Wrexham                    | SD                         | 18         | 0          | FACup+CdL       | 1+0             | 0               | -                  | -                  | -                  | FLT         | 2           | 0           | 21     | 0      |
| 2004-2005                  | Wrexham                    | FL1                        | 26         | 0          | FACup+CdL       | 1+1             | 0+1             | -                  | -                  | -                  | FLT         | 6           | 0           | 34     | 1      |
| 2005-2006                  | MK Dons                    | FL1                        | 40         | 0          | FACup+CdL       | 4+1             | 0               | -                  | -                  | -                  | FLT         | 2           | 0           | 47     | 0      |
| ott. 2006                  | MK Dons                    | FL2                        | 3          | 0          | FACup+CdL       | 0+1             | 0               | -                  | -                  | -                  | FLT         | 0           | 0           | 4      | 0      |
| Totale MK Dons             | Totale MK Dons             | Totale MK Dons             | 43         | 0          |                 | 6               | 0               |                    | -                  | -                  |             | 2           | 0           | 51     | 0      |
| ott.-nov. 2006             | Wrexham                    | FL2                        | 1          | 0          | FACup+CdL       | 0               | 0               | -                  | -                  | -                  | FLT         | 1           | 0           | 2      | 0      |
| Totale Wrexham             | Totale Wrexham             | Totale Wrexham             | 53         | 1          |                 | 3               | 1               |                    | -                  | -                  |             | 10          | 0           | 66     | 2      |
| nov. 2006-2007             | Peterborough United        | FL2                        | 23         | 1          | FACup+CdL       | 3+0             | 0               | -                  | -                  | -                  | FLT         | -           | -           | 26     | 1      |
| 2007-2008                  | Peterborough United        | FL2                        | 41         | 2          | FACup+CdL       | 4+1             | 0               | -                  | -                  | -                  | FLT         | 0           | 0           | 46     | 2      |
| 2008-2009                  | Peterborough United        | FL1                        | 27         | 0          | FACup+CdL       | 5+1             | 0               | -                  | -                  | -                  | FLT         | 1           | 0           | 34     | 0      |
| 2009-2010                  | Peterborough United        | FLC                        | 34         | 1          | FACup+CdL       | 1+3             | 0               | -                  | -                  | -                  | -           | -           | -           | 38     | 1      |
| Totale Peterborough United | Totale Peterborough United | Totale Peterborough United | 125        | 4          |                 | 18              | 0               |                    | -                  | -                  |             | 1           | 0           | 144    | 4      |
| 2010-2011                  | Preston N.E.               | FLC                        | 31         | 2          | FACup+CdL       | 1+1             | 0               | -                  | -                  | -                  | -           | -           | -           | 33     | 2      |
| 2011-2012                  | Preston N.E.               | FL1                        | 19         | 1          | FACup+CdL       | 2+2             | 0               | -                  | -                  | -                  | FLT         | 2           | 0           | 25     | 1      |
| Totale Preston N.E.        | Totale Preston N.E.        | Totale Preston N.E.        | 50         | 3          |                 | 6               | 0               |                    | -                  | -                  |             | 2           | 0           | 58     | 3      |
| 2012-2013                  | Rotherham Utd              | FL2                        | 21         | 1          | FACup+CdL       | 1+0             | 0               | -                  | -                  | -                  | FLT         | 0           | 0           | 22     | 1      |
| 2013-2014                  | Rotherham Utd              | FL1                        | 35+3       | 0          | FACup+CdL       | 2+2             | 0               | -                  | -                  | -                  | FLT         | 3           | 0           | 45     | 0      |
| 2014-2015                  | Rotherham Utd              | FLC                        | 35         | 0          | FACup+CdL       | 1+2             | 0               | -                  | -                  | -                  | -           | -           | -           | 38     | 0      |
| Totale Rotherham Utd       | Totale Rotherham Utd       | Totale Rotherham Utd       | 91+3       | 1          |                 | 8               | 0               |                    | -                  | -                  |             | 3           | 0           | 105    | 1      |
| 2015-2016                  | Wigan                      | FL1                        | 36         | 2          | FACup+CdL       | 1+1             | 0               | -                  | -                  | -                  | FLT         | 0           | 0           | 38     | 2      |
| 2016-2017                  | Wigan                      | FLC                        | 13         | 0          | FACup+CdL       | 0               | 0               | -                  | -                  | -                  | -           | -           | -           | 13     | 0      |
| Totale Wigan               | Totale Wigan               | Totale Wigan               | 49         | 2          |                 | 2               | 0               |                    | -                  | -                  |             | 0           | 0           | 51     | 2      |
| Totale carriera            | Totale carriera            | Totale carriera            | 411+3      | 11         |                 | 43              | 1               |                    | -                  | -                  |             | 18          | 0           | 475    | 12     |

### Cronologia presenze e reti in nazionale
| Cronologia completa delle presenze e delle reti in nazionale ― Galles | Cronologia completa delle presenze e delle reti in nazionale ― Galles | Cronologia completa delle presenze e delle reti in nazionale ― Galles | Cronologia completa delle presenze e delle reti in nazionale ― Galles | Cronologia completa delle presenze e delle reti in nazionale ― Galles | Cronologia completa delle presenze e delle reti in nazionale ― Galles | Cronologia completa delle presenze e delle reti in nazionale ― Galles | Cronologia completa delle presenze e delle reti in nazionale ― Galles |
| Data                                                                  | Città                                                                 | In casa                                                               | Risultato                                                             | Ospiti                                                                | Competizione                                                          | Reti                                                                  | Note                                                                  |
| --------------------------------------------------------------------- | --------------------------------------------------------------------- | --------------------------------------------------------------------- | --------------------------------------------------------------------- | --------------------------------------------------------------------- | --------------------------------------------------------------------- | --------------------------------------------------------------------- | --------------------------------------------------------------------- |
| 11-10-2006                                                            | Cardiff                                                               | Galles                                                                | 3 – 1                                                                 | Cipro                                                                 | Qual. Euro 2008                                                       | -                                                                     |                                                                       |
| 22-8-2007                                                             | Burgas                                                                | Bulgaria                                                              | 0 – 1                                                                 | Galles                                                                | Amichevole                                                            | -                                                                     | 46’                                                                   |
| 12-9-2007                                                             | Trnava                                                                | Slovacchia                                                            | 2 – 5                                                                 | Galles                                                                | Qual. Euro 2008                                                       | -                                                                     |                                                                       |
| 13-10-2007                                                            | Nicosia                                                               | Cipro                                                                 | 3 – 1                                                                 | Galles                                                                | Qual. Euro 2008                                                       | -                                                                     | 44’                                                                   |
| 6-2-2008                                                              | Wrexham                                                               | Galles                                                                | 3 – 0                                                                 | Norvegia                                                              | Amichevole                                                            | -                                                                     |                                                                       |
| 26-3-2008                                                             | Lussemburgo                                                           | Lussemburgo                                                           | 0 – 2                                                                 | Galles                                                                | Amichevole                                                            | -                                                                     | 72’                                                                   |
| 28-5-2008                                                             | Reykjavík                                                             | Islanda                                                               | 0 – 1                                                                 | Galles                                                                | Amichevole                                                            | -                                                                     |                                                                       |
| 1-6-2008                                                              | Rotterdam                                                             | Paesi Bassi                                                           | 2 – 0                                                                 | Galles                                                                | Amichevole                                                            | -                                                                     |                                                                       |
| 20-8-2008                                                             | Swansea                                                               | Galles                                                                | 1 – 2                                                                 | Georgia                                                               | Amichevole                                                            | -                                                                     |                                                                       |
| 6-9-2008                                                              | Cardiff                                                               | Galles                                                                | 1 – 0                                                                 | Azerbaigian                                                           | Qual. Mondiali 2010                                                   | -                                                                     |                                                                       |
| 10-9-2008                                                             | Mosca                                                                 | Russia                                                                | 2 – 1                                                                 | Galles                                                                | Qual. Mondiali 2010                                                   | -                                                                     |                                                                       |
| 11-10-2008                                                            | Cardiff                                                               | Galles                                                                | 2 – 0                                                                 | Liechtenstein                                                         | Qual. Mondiali 2010                                                   | -                                                                     |                                                                       |
| 15-10-2008                                                            | Mönchengladbach                                                       | Germania                                                              | 1 – 0                                                                 | Galles                                                                | Qual. Mondiali 2010                                                   | -                                                                     |                                                                       |
| 29-5-2009                                                             | Llanelli                                                              | Galles                                                                | 1 – 0                                                                 | Estonia                                                               | Amichevole                                                            | -                                                                     |                                                                       |
| 6-6-2009                                                              | Baku                                                                  | Azerbaigian                                                           | 0 – 1                                                                 | Galles                                                                | Qual. Mondiali 2010                                                   | -                                                                     | 25’                                                                   |
| 12-8-2009                                                             | Podgorica                                                             | Montenegro                                                            | 2 – 1                                                                 | Galles                                                                | Amichevole                                                            | -                                                                     | 63’                                                                   |
| 14-10-2009                                                            | Vaduz                                                                 | Liechtenstein                                                         | 0 – 2                                                                 | Galles                                                                | Qual. Mondiali 2010                                                   | -                                                                     | 48’                                                                   |
| 14-11-2009                                                            | Cardiff                                                               | Galles                                                                | 3 – 0                                                                 | Scozia                                                                | Amichevole                                                            | -                                                                     | 43’                                                                   |
| 3-3-2010                                                              | Swansea                                                               | Galles                                                                | 0 – 1                                                                 | Svezia                                                                | Amichevole                                                            | -                                                                     |                                                                       |
| 23-5-2010                                                             | Osijek                                                                | Croazia                                                               | 2 – 0                                                                 | Galles                                                                | Amichevole                                                            | -                                                                     |                                                                       |
| 11-8-2010                                                             | Llanelli                                                              | Galles                                                                | 5 – 1                                                                 | Lussemburgo                                                           | Amichevole                                                            | -                                                                     |                                                                       |
| 3-9-2010                                                              | Podgorica                                                             | Montenegro                                                            | 1 – 0                                                                 | Galles                                                                | Qual. Euro 2012                                                       | -                                                                     | 75’                                                                   |
| 25-5-2011                                                             | Dublino                                                               | Scozia                                                                | 3 – 1                                                                 | Galles                                                                | Amichevole                                                            | -                                                                     |                                                                       |
| Totale                                                                |                                                                       | Presenze                                                              | 23                                                                    |                                                                       | Reti                                                                  | 0                                                                     |                                                                       |

## Palmarès

### Club

#### Competizioni nazionali
- Football League Trophy: 1

Wrexham: 2004-2005
- Football League One: 2

Wigan: 2015-2016, 2017-2018

### Individuale
- PFA Football League One Team of the Year: 1[21]

2015-2016